# Lactarius sakamotoi
Lactarius sakamotoi é um fungo que pertence ao gênero de cogumelos Lactarius na ordem Russulales. Encontrado no Japão, foi descrito cientificamente pelo micologista S. Imai em 1935.